# Майорова, Юлия Александровна
Юлия Александровна Майорова (род. 26 июля 1992, Макеевка) — российский фотограф, режиссёр. Работает в жанре портретной фотографии.
За время карьеры Майорова сотрудничала с брендами Louis Vuitton, Apple, Estée Lauder, Chanel, Omega и др. Работала с Дженнифер Лопес, Николь Кидман, Синди Кроуфорд, Шайа Лабаф, Карли Клосс, Абель Феррара, Джорд Клуни, Джон Гальяно, а также с российскими знаменитостями, включая Монеточку, Mujuice, Ивана Урганта, Елену Темникову.

## Биография
Родилась 26 июля 1992 году в Макеевке, Украина. В 2002 году переехала с семьёй в Москву, Россия.
Окончила Московский государственный университет по специальности журналистика.
C 2016 года проживает в Лос-Анджелесе, США.

## Профессиональная деятельность
Майорова начала заниматься фотографией в студенческие годы. Совмещала учёбу на кафедре рекламы и связей с общественностью в МГУ с занятиями на кафедре фотографии, самостоятельно изучала теорию фотографии. С 2009 года работала светским фотографом, сотрудничала с журналом Interview.
В 2016-2017 годах снимала мероприятия, проходившие в музее современного искусства «Гараж».
В марте 2021 года Майорова сотрудничала с компанией Apple в рамках кампании «Women’s History month», для которой компания пригласила женщин-фотографов снимать фото-контент с помощью фотоаппаратов модели iPhone 12 по случаю Международного женского дня. Идея коллаборации заключалась в том, чтобы показать как гендер влияет на фотографию. Личный проект Майоровой включал преимущественно объектные съемки в цветовой гамме гендерно-окрашенных цветов — розовом и голубом.
В апреле 2021 года была организована выставка «Юлия Майорова. Режим тишины» в Мультимедиа Арт Музее. Куратором выставки стала Ольга Свиблова. Выставка являлась частью XII международной фотобиеннале «Мода и стиль в фотографии — 2021». Выставка «Режим тишины» представляла собой коллекцию выборочных работ Юлии Майоровой, которая включила в себя портреты Николь Кидман, Mujuice, Монеточки, Такаси Мураками, Дженифер Лопес, Синди Кроуфорд, Карли Клосс и др.. Выставка фокусировалась на героях и раскрывала момент внутренней тишины.

### Публикации в журналах
Фотоработы Майоровой были опубликованы в журналах и изданиях, включая Vogue, Interview, Elle, Glamour, GQ, Esquire, Dazed, Marie Claire, Cosmopolitan и др.

### Фотопроекты
Майорова занималась фотосъёмкой людей для рекламных кампаний, журналов, обложек альбомов и других коммерческих проектов, включая:
- рекламная кампания Omega с участием актрис Николь Кидман, Синди Кроуфорд и модели Алессандры Амброссио[3];
- рекламная кампания Louis Vuitton осень-зима’21 и «LV Squad» с участием интернет-знаменитостей Эммы Чемберлен и Чарли Д’Амелио[6][23][24];
- портреты режиссёра Абель Феррара[3][25];
- портреты актёра Шайа Лабаф, позже опубликованные в российском GQ[3][26];
- фотосъёмка модели Мэй Маск для Vogue Гонконг[27];
- обложка альбома Mujuice «Regress», сингла «Время» и видеоклипы «Грустные глаза» и «Время»[2][3][28];
- фотосъёмка певицы Монеточка для журнала Glamour и др.[29][30][31][32];
- обложка альбома «Dreamers», группы Pompeya[20].
- обложка журнала Glamour с российским блогером и телеведущей Анастасией Ивлеевой[33];

### Режиссёрская деятельность
В 2017 году Майорова работала режиссёром видеоклипов Mujuice «Время» и «Грустные глаза».
В апреле 2019 года Майорова стала режиссёром и участником совместного проекта Дмитрия Волкова и Павла Пепперштейна «Свобода воли. Иллюзия или возможность». Он проходил в рамках ежегодной социально-культурной акции «Библионочь» в Российской государственной библиотеке.
В 2021 году выступила режиссёром двух рекламных кампаний Louis Vuitton.